# Бревон
Бревон (фр. Brévonnes) насеље је и општина у североисточној Француској у региону Шампањ-Арден, у департману Об која припада префектури Троа.
По подацима из 2011. године у општини је живело 706 становника, а густина насељености је износила 35,71 становника/km². Општина се простире на површини од 19,77 km². Налази се на средњој надморској висини од 134 метара.

## Демографија
| 1962. | 1968. | 1975. | 1982. | 1990. | 1999. | 2011. |
| ----- | ----- | ----- | ----- | ----- | ----- | ----- |
| 637   | 648   | 563   | 655   | 604   | 584   | 706   |

График промене броја становника у току последњих година